# Blanquefort (Gironde)
Blanquefort is een gemeente in het Franse departement Gironde (regio Nouvelle-Aquitaine). De plaats maakt deel uit van het samenwerkingsverband Bordeaux Métropole en het arrondissement Bordeaux. Blanquefort telde op 1 januari 2022 16.786 inwoners. In de gemeente ligt spoorwegstation Blanquefort.

## Geografie
De oppervlakte van Blanquefort bedroeg op 1 januari 2022 33,72 vierkante kilometer; de bevolkingsdichtheid was toen 497,8 inwoners per km².

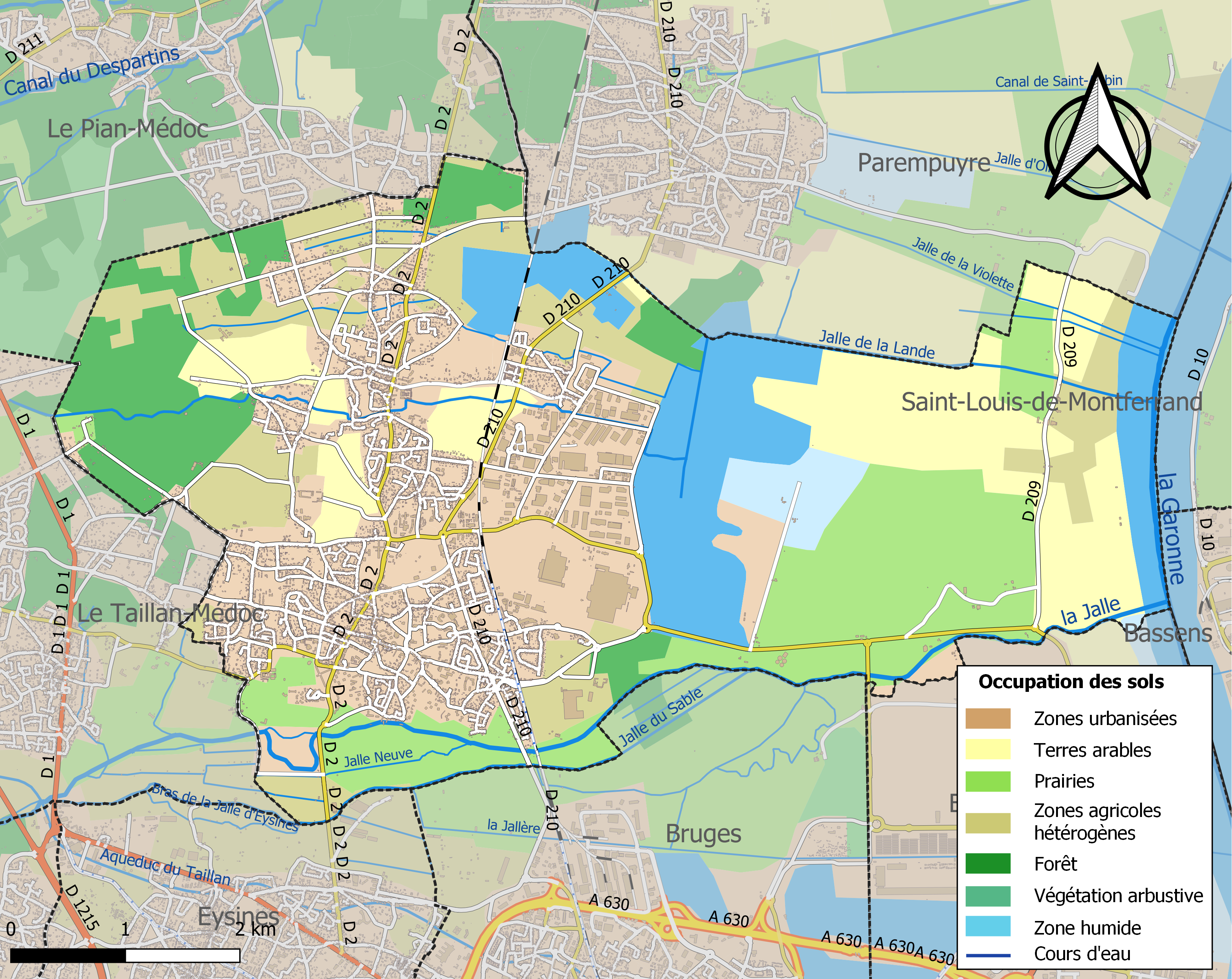
Kaart van de gemeente met belangrijkste infrastructuur, bodemgebruik en omliggende gemeenten

## Demografie
Onderstaande figuur toont het verloop van het inwonertal (bron: INSEE-tellingen).